# Alcides (gênero)
Alcides é um gênero, proposto por Jakob Hübner em 1822, de mariposas diurnas da região australiana (no nordeste da Austrália e, principalmente, Nova Guiné e ilhas próximas) e pertencentes à família Uraniidae. Suas lagartas se alimentam de plantas dos gêneros Omphalea e Endospermum (família Euphorbiaceae) e suas espécies possuem semelhança notável com borboletas, por suas cores em tons de azul, verde, vermelho, amarelo e rosa (dependendo da espécie e do ângulo de visão), com áreas de tons negros. Também apresentam coloração laranja na parte inferior de seu abdome. Alcides orontes é sua espécie-tipo.

## Espécies e distribuição
- Alcides agathyrsus Kirsch, 1877 - Encontrada em Nova Guiné e ilhas Salawati, Buru, Amboina e Seram. (= Alcides boops, Westwood)[7]
- Alcides aruus Felder, 1874 - Encontrada em Nova Guiné e ilhas Aru e Misool.[8]
- Alcides aurora Salvin e Godman, 1877 - Encontrada em Nova Guiné[9] e no Arquipélago de Bismarck.[10]
- Alcides cydnus Felder, 1859 - Encontrada em Nova Guiné e ilhas Schouten e Waigeo.[11]
- Alcides leone Vinciguerra, 2007 - Encontrada em Timika e Sorong (nos estados de Papua Ocidental e Papua, Indonésia, ilha de Nova Guiné).
- Alcides metaurus Hopffer, 1856 - Encontrada em Queensland, no nordeste da Austrália; rara na Nova Guiné.[12] (= Alcides zodiaca, Butler)[1]
- Alcides orontes (Linnaeus, 1763) - Encontrada em Nova Guiné e ilhas Molucas (em Amboina), Waigeo e em Queensland, no nordeste da Austrália.[3][13] (= Alcides orontiaria, Hübner)[3]
- Alcides privitera Vinciguerra, 2007 - Encontrada em Sorong (na Papua Ocidental, Indonésia, ilha de Nova Guiné).

De acordo com Roberto Vinciguerra (página 300; em artigo científico, publicado no ano de 2007, com duas novas espécies do gênero Alcides), o conhecimento taxonômico e sistemático deste gênero, até a presente data, é incompleto e alguns taxa permanecem incertos. Por esta razão, a classificação de certas espécies, ou subespécies, podem sofrer futura retificação. Dentre estes taxa, citam-se:
- Alcides argyrios Gmelin, 1788[2]
- Alcides arnus Felder & Rogenhofer, 1874[2]
- Alcides boops Westwood, 1879[2]
- Alcides coerulea Pfeiff., 1925
- Alcides latona Druce, 1886[2]
- Alcides liris Felder, 1860[2]
- Alcides pallida Pfeiff., 1925
- Alcides passavanti Pfeiff., 1925
- Alcides ribbei Pagenstecher, 1912[2]
- Alcides sordidior Rothschild, 1916[2]

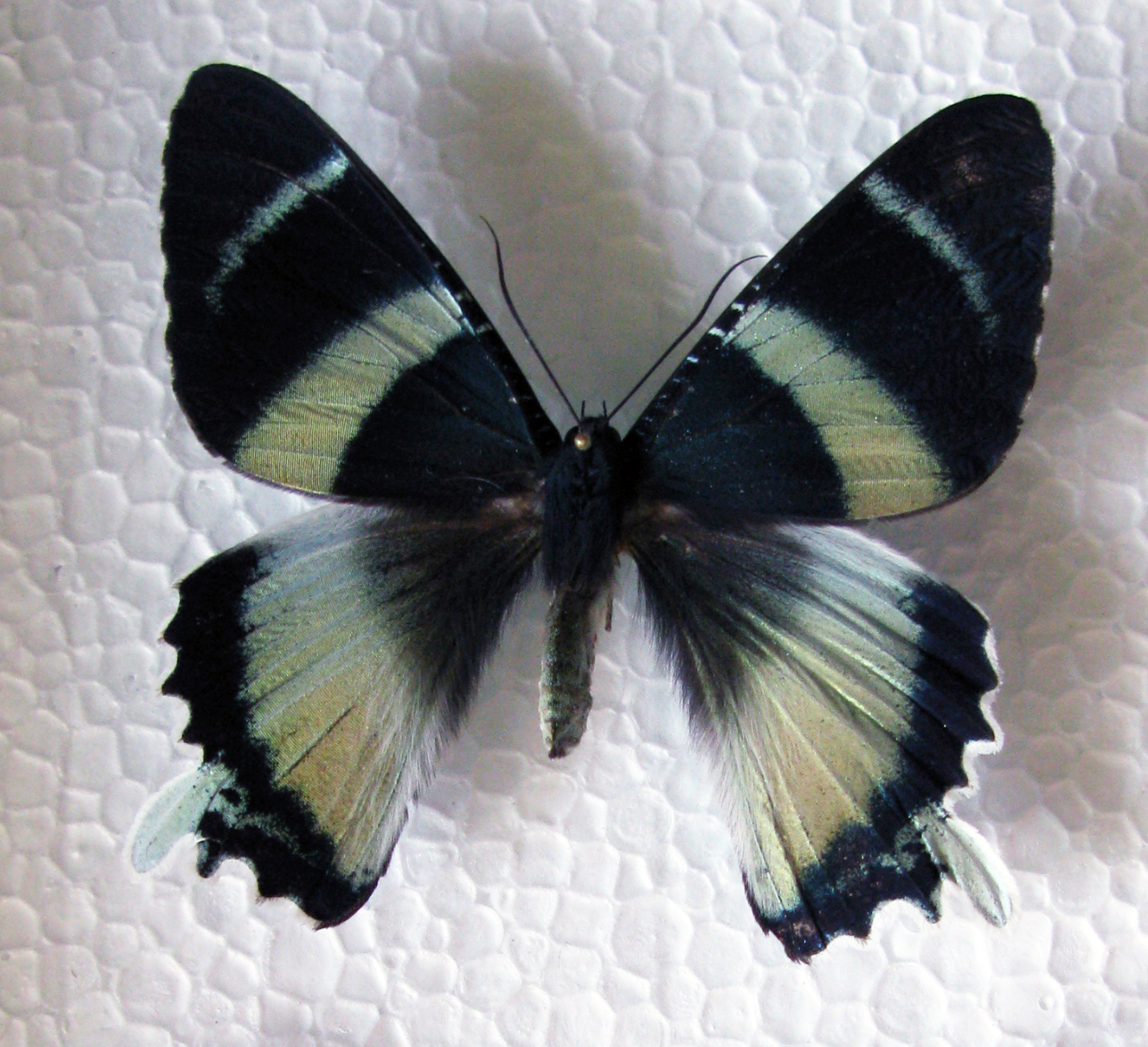
A. agathyrsus, em vista superior.

## Habitat e hábitos
As mariposas diurnas, ou crepusculares, do gênero Alcides habitam floresta tropical e subtropical úmida.[carece de fontes?] Visitam flores como as do Callistemon, em sua fase adulta, e podem enxamear em grande número.

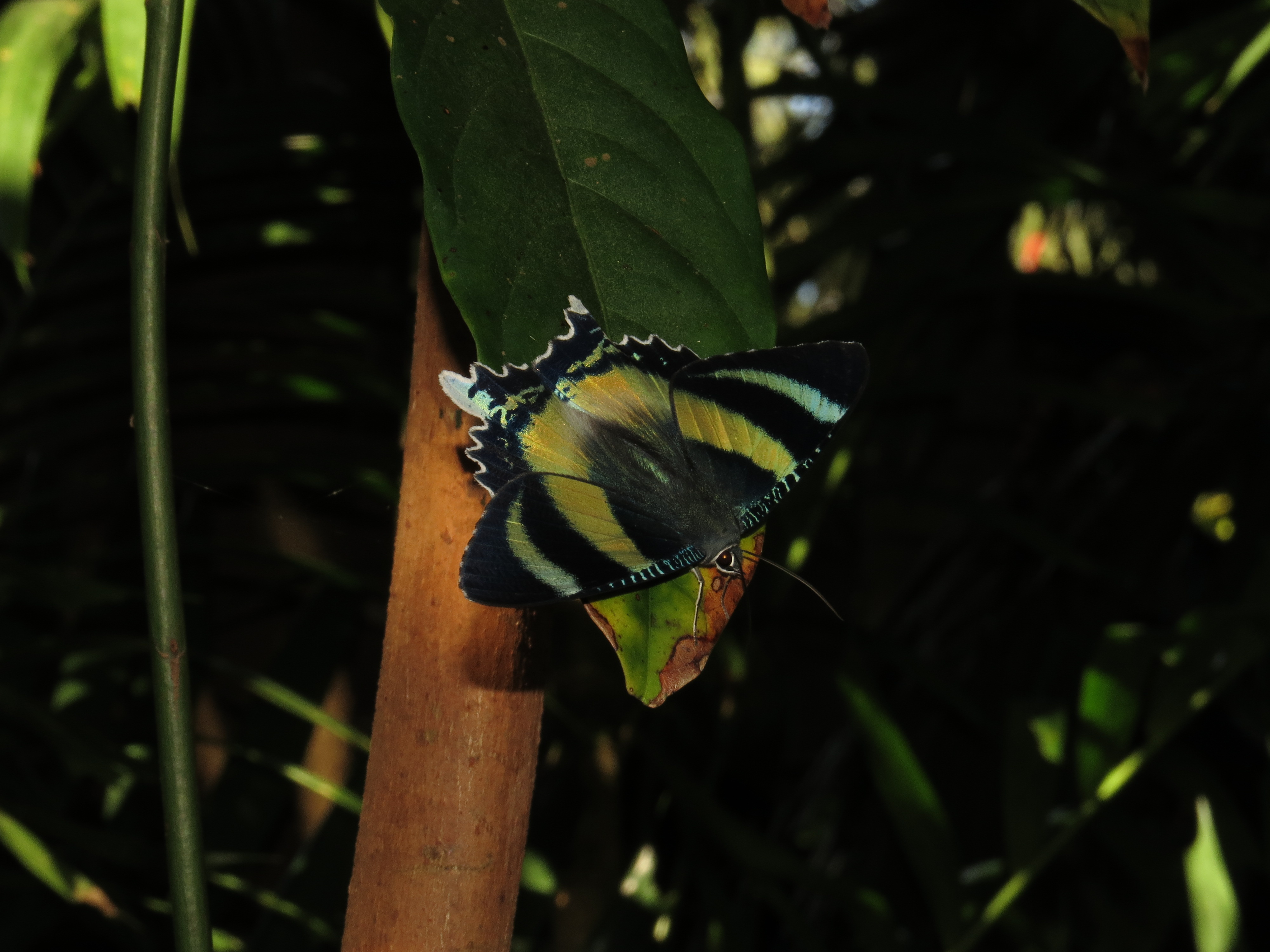
Fotografia de A. metaurus em seu habitat.